# День российской печати
День российской печати отмечается 13 января. Учреждён постановлением Президиума Верховного совета Российской Федерации от 28 декабря 1991 г. и связан с исторической датой — началом издания первой российской печатной газеты «Ведомости» (не имеет отношения к современной одноимённой газете «Ведомости»), основанной указом Петра Великого. 2 января 1703 года (13 января по новому стилю) в Москве вышел первый номер русскоязычной печатной газеты под сегодняшним названием «Санкт-Петербургские ведомости», который тогда назывался: «Ведомости о военных и иных делах, достойных знания и памяти, случившихся в Московском Государстве и во иных окрестных странах». Пётр Первый рассматривал газету как важное средство борьбы за проведение реформ и утверждения могущества Российской империи.
На начало 2009 года в Российской Федерации было зарегистрировано более 33 000 печатных изданий. В среднем, ежедневно, распространяется более 20 миллионов экземпляров.
12 января 2016 года премьер-министр РФ Дмитрий Медведев вручил дипломы лауреатам премии правительства России в области средств массовой информации за 2015 год. Торжественная церемония приурочена ко Дню российской печати. Одна из 10 премий традиционно присуждалась непосредственно по инициативе главы правительства. На этот раз её обладателем стал президент факультета журналистики МГУ Ясен Засурский — за персональный вклад в развитие СМИ. Медведев подчеркнул, что Засурский на протяжении многих лет определял главные направления развития отечественной журналистики. Председатель правительства обратил также внимание на спецпроект «Аргументов и фактов», посвященный дневникам периода 1941 — 1945 гг. По словам премьера, журналисты «АиФ» проделали огромную работу, собирая десятки детских дневников военных лет. Медведев остановился и на заслугах других лауреатов. Создатели телепрограммы «Пока все дома» были отмечены за реализацию проекта «Видеопаспорт ребёнка», а спецкорр «Коммерсанта» Ольга Алленова — за серию публикаций по проблемам усыновления и благотворительности. Премии были вручены известному литературному критику Льву Иванову-Аннинскому — за персональный вклад в сохранение и развитие традиций русской литературной критики, и президенту Национальной ассоциации телерадиовещателей Эдуарду Сагалаеву — за персональный вклад в развитие отечественного телевидения. Главный редактор брестской областной газеты «Заря» (Белоруссия) Александр Логвинович был отмечен «за объективное освещение вопросов внешней и внутренней политики, экономики и культуры». Коллектив журнала «Новый мир» был удостоен награды «за большой вклад в развитие отечественной литературы, широкую просветительскую деятельность и поддержку современных авторов». Премии 2015 года получили и представители двух региональных СМИ — "Сургут Информ-ТВ" и газеты "МОЁ!" из Воронежской области.
Премия правительства РФ была учреждена в 2005 году «в целях развития печатных средств массовой информации и стимулирования профессиональной деятельности». Впоследствии к ним добавились электронные СМИ и телевизионные проекты. В денежном выражении размер каждой премии — 1 млн рублей, всего награды присуждены 10 лауреатам (отдельным журналистам или коллективам).

## День советской печати
Профессиональный праздник печатных изданий впервые был учреждён в СССР. Указом Верховного Совета РСФСР от 13 января 1991 года взамен «Дня советской печати» — 5 мая, который был приурочен к выходу первого номера большевистской газеты «Правда», был создан праздник с новым названием.
В Белоруссии «День печати» отмечают 5 мая.
С 1994 года каждый год 3 мая отмечают Всемирный день прессы.